# السياسة المصورة

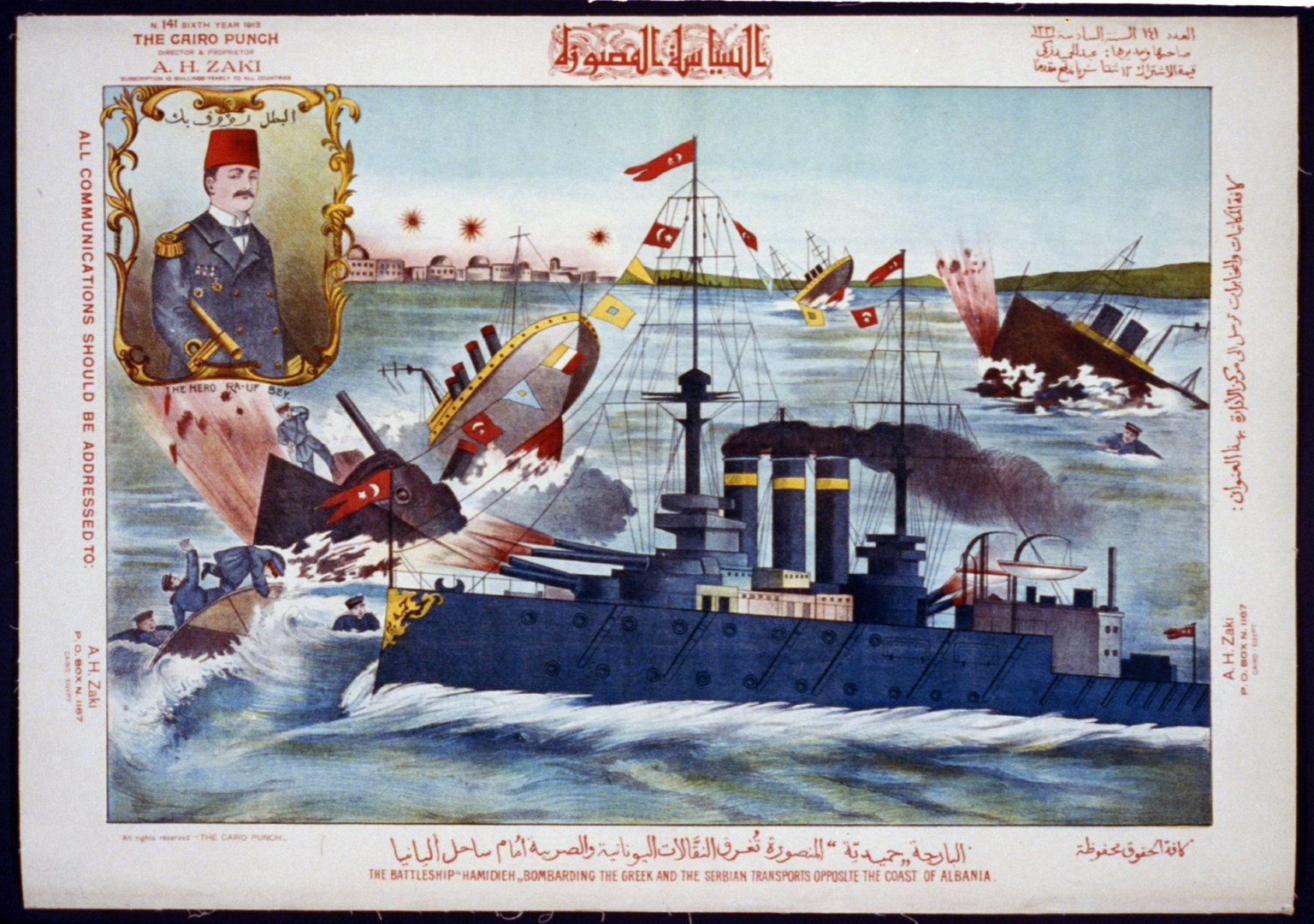
السفينة الحربية “حميدة” تقصف الناقلات اليونانية والصربية قبالة ساحل ألبانيا، [مع صورة مُدرجة للبطل رآوف بيك].

السياسة المصورة (وتعرف كذلك باسم كايرو بانتش Cairo Punch) كانت مجلة متعددة اللغات أسسها عبد الحميد أفندي زكي في القاهرة عام 1907. كانت تنشر في القاهرة حتى نفي عبد الحميد زكي وعندئذ أصبحت تنشر في بولونيا الإيطالية حتى عام 1923.

## تاريخ
أصدرت مجلة السياسة المصورة 15 ديسمبر 1907 وحررها عبد الحميد زكي ونشرها. وكانت المجلة تحمل اسما إنجليزيا إضافة إلى الاسم العربي «السياسة المصورة»: «كايرو بانتش» (Cairo Punch).
المجلة نشرت فيها كرتونات سياسية ملونة ومقالات هزلية، وكان للمجلة توجه مصري قومي. نشر فيها محتوى بثلاث لغات: العربية والإنجليزية والفرنسية، وكانت تغطي الأحداث السياسية في مصر وفي بلدان أخرى، ومن هذه الأحداث الاحتلال البريطاني لمصر والإمبريالية الأوروبية. كانت النصوص الناشرة في المجلة من تأليف حافظ أفندي إبراهيم. وكثيرا ما انتقدت المجلة ناشري جريدة المقطم المؤيدة للإنجليز وسخرت منهم، وهم مسيحيون من سوريا فارس نمر ويعقوب صروف وشاهين مكاريوس.
أصبحت مجلة السياسة المصورة تنشر من مدينة بولونيا الإيطالية إثر نفي عبد الحميد زكي عام 1923.
توجد نسخ من السبعة وثلاثون إصدارا الأولى من المجلة في أرشيف مكتبة جامعة ستانفورد.